# Темелеуць (Калараський район)
Темелеуць (рум. Temeleuți) — село у Калараському районі Молдови. Утворює окрему комуну.

## Населення
За даними перепису населення 2004 року у селі проживали 1412 осіб.
Національний склад населення села:
| Національність       | Кількість осіб | Відсоток   |
| -------------------- | -------------- | ---------- |
| молдавани румуни     | 1380 18        | 97,7% 1,3% |
| українці             | 6              | 0,4%       |
| росіяни              | 3              | 0,2%       |
| поляки               | 1              | 0,1%       |
| інша / без відповіді | 4              | 0,3%       |
| Всього               | 1412           | 100%       |

## Відомі люди
- Бакал Іполіт Іванович (1871–1896) — український художник та графік, працював в жанровому напрямі та як пейзажист.